# EN221
La EN221 es una carretera nacional de Portugal que une Miranda de Duero con la ciudad de Guarda. Es una carretera de dos carriles (uno por cada sentido) aunque tiene algunos tramos con tres carriles (dos en un sentido y uno en el contrario). Pasa por las localidades portuguesas de Miranda de Duero, Mogadouro, Freixo de Espada à Cinta, Figueira de Castelo Rodrigo, Pinhel y Guarda.

- Datos: Q5391108
- Multimedia: EN 221 road / Q5391108